# Ямджо-Юмцо
Ямджо-Юмцо, или Ямджо́юм-Цо (тиб. ཡར་འབྲོག་གཡུ་མཚོ་, Вайли yar-'brog g.yu-mtsho, кит. 羊卓雍錯 — «бирюзовое озеро») — высокогорное озеро в Тибете.
Расположено на высоте 4488 метров между Гьянгдзе и Лхасой. Протяжённость — более 73 километров, площадь зеркала — 621 км². Имеет 9 островов. Зимой озеро замерзает.

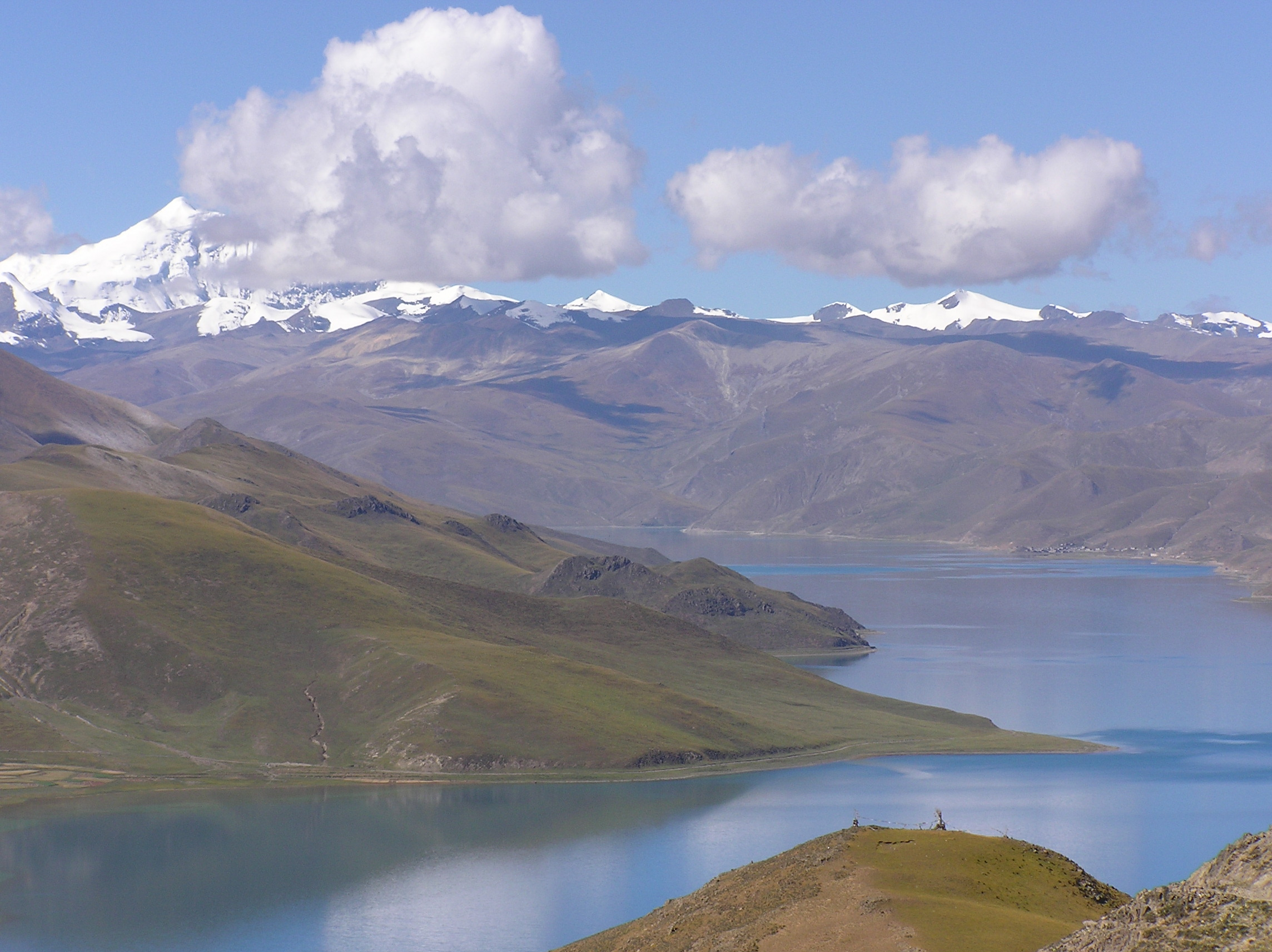
Вид на озеро Ямджо-Юмцо и гору Ноценкансари

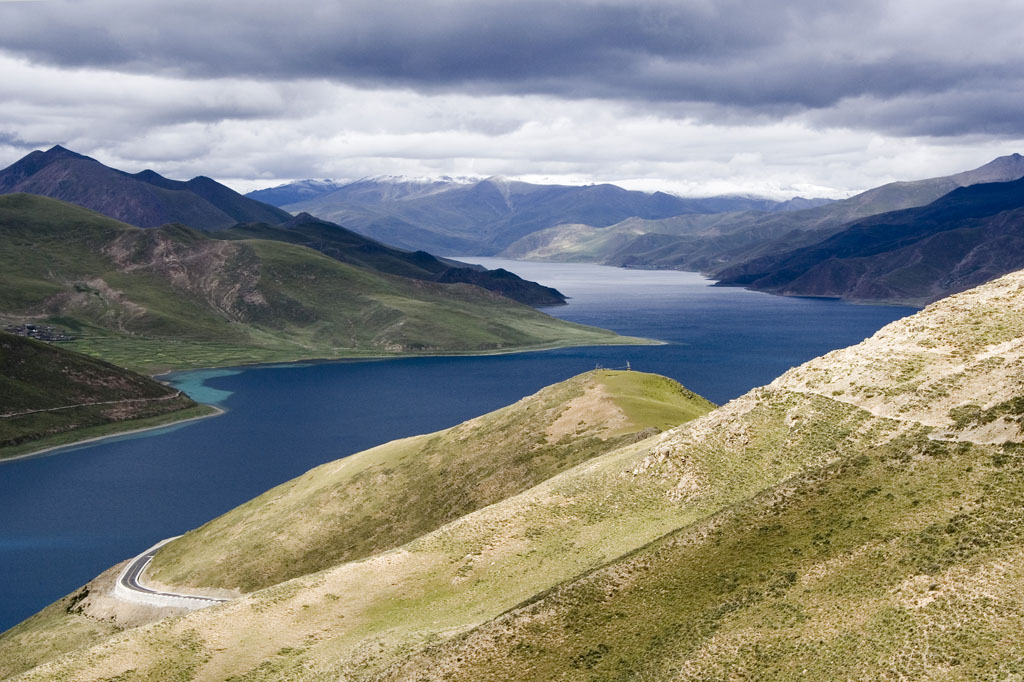

Ямджо-Юмцо — одно из четырёх наиболее почитаемых озёр Тибета, вокруг которых паломники совершают кору, ритуальный обход. Цвет озера постоянно меняется, считается, что его невозможно увидеть дважды. Тибетцы считают озеро Ямджоюм-Цо талисманом Тибета. По преданию, когда воды озера высохнут, Тибет станет необитаем.
В 1996 году на восточном берегу озера была построена самая большая в Тибете ГЭС.
Сегодня озеро посещают как паломники, так и туристы. На одном из островов находится старый дзонг Педе (Pede Dzong).
На другом острове расположен знаменитый монастырь Самдинь — единственный в Тибете монастырь с настоятельницей женщиной.
Под её началом проживает около тридцати монахов и монахинь. В этом монастыре жила Турче Памо (Дорчжэ Пагмо) — единственная женщина лама в Тибете.